# Roy Boulting
Alfred Fitzroy Clarence (Roy( Boulting , född 21 december 1913 i Bray, Berkshire, död 5 november 2001 i Eynsham, Oxfordshire, var en brittisk regissör, filmproducent och manusförfattare.
Boulting samarbetade oftast med sin tvillingbror John i deras gemensamma produktionsbolag Charter Film Productions.

## Filmografi i urval
- 1940 – För rätt och sanning – regissör
- 1942 – De döda skeppens fyr – regissör
- 1947 – Lagt kort ligger – producent
- 1956 – Fly för livet – regissör
- 1956 – Kompaniets svarta får – producent
- 1957 – Bröder inför lagen – regissör, manusförfattare
- 1958 – Här kommer bruden – regissör
- 1959 – Dina pengar är mina pengar – producent
- 1959 – Man är väl diplomat – regissör, manusförfattare
- 1960 – Vår franska fröken – regissör, manusförfattare
- 1962 – Vilket himla liv – regissör, producent
- 1965 – De' ä fult att göra miljonkupper – manusförfattare, producent
- 1966 – Ung smekmånad – regissör
- 1970 – En flicka på gaffeln – regissör
- 1971 – Richard och pingvinerna – regissör
- 1974 – Det är natt för Hitler – regissör
- 1985 – Miss Marple (TV-serie) – regissör